# 檀香山艺术博物馆
檀香山艺术学院，或稱檀香山美術館（Honolulu Museum of Art），是位於夏威夷檀香山由Charles M. Cooke女士於1922年設立，Cooke女士希望透過檀香山藝術學院與夏威夷孩童們分享她對藝術的熱愛。於1927年4月8日正式開幕後，檀香山藝術學院漸漸發展成為夏威夷最大的視覺藝術私人展示機構，並以超過38,000件來自世界不同文化的永久藝術收藏品而自豪。

## 一般資訊
檀香山藝術學院獲美國博物館協會認證，而其院址本身亦被列為國家級遺跡。檀香山藝術學院於2001年開始營運全新Henry R. Luce綜合設施，包括新設Pavilion咖啡廳、禮品部、及有8,000平方英尺的Henry R. Luce Wing畫廊。 

夏威夷美术馆以其優秀及多元的收藏為國際認可，其中以亞洲藝術的收藏品最為著名，尤其是日本與中國的作品。夏威夷美术馆亦以其他收藏品著名，如Kress的義大利文藝復興時期繪畫收藏、美洲及歐洲繪畫與裝飾藝術、非洲藝術、大洋洲藝術、美洲藝術、紡織品、當代藝術、及龐大的17,000件紙張平面藝術收藏。其他重要的收藏包括James A. Michener 先生收藏的歌川廣重之浮世繪作品，及紀錄著夏威夷藝術史的夏威夷收藏品。永久收藏品展示於環繞6座美麗庭院的32座藝廊裡。 

### 開放時間及門票
夏威夷美术馆於星期二至星期六10:00 a.m.開放至4:30 p.m.; 星期日由1:00 p.m.開放至5:00 p.m.。一般門票為每人US$10 ; 長者 (62歲以上) 、軍人 (憑軍人證) 、學生 (憑學生證) 每人US$5 ; 會員及12歲以下孩童於一般開放時間免費。由Bank of Hawaii贊助，每月第三個星期日11:00 a.m.至5:00 p.m.開放一般大眾免費進場。Pavilion咖啡廳、禮品部、或Doris Duke電影院的訪客可免付門票 (除了特別需要時的個別入場費之外) 。Linekona學院藝術中心的展覽，一般大眾可免費參觀欣賞。此學院藝術中心於星期二至星期六10:00 a.m.至4:30 p.m.及星期日1:00 p.m.至5:00 p.m.開放。櫃檯及Pavilion咖啡廳接受VISA及MasterCard ; 禮品部接受VISA、MasterCard、及American Express卡。
收藏品導覽服務於星期二至星期六10:15 a.m.、11:30 a.m.、下午1:30、及星期日下午1:15提供。如需安排聽障及團體套裝行程，包括20人以上附餐點選擇的特別導覽服務，請致電 (808) 532-8726洽談。

## 外部連結
- www.honoluluacademy.org
- shop.honoluluacademy.org
- Shangri-La Tours from the Museum （页面存档备份，存于）

21°18′15″N 157°50′55″W / 21.30406624945797°N 157.84851014614105°W